# Huido del infierno
Huido del infierno (Hell Bent) es el título del duodécimo y último episodio de la novena temporada moderna de la serie británica de ciencia ficción Doctor Who, emitido originalmente el 5 de diciembre de 2015. Constituyó la última aparición de Jenna Coleman como la acompañante Clara Oswald y de Maisie Williams como Ashildr.

## Argumento
El Duodécimo Doctor ha llegado a Gallifrey y busca enfrentarse cara a cara contra Rassilon, responsable de haberle tenido atrapado en el laberinto de Veil durante aproximadamente cuatro mil millones y medio de años, ya que él temía que el Doctor fuera el Híbrido, una criatura procedente de dos razas de guerreros que se ha profetizado destruirá la civilización de los Señores del Tiempo y la conquistará. Siendo un héroe de la Guerra del Tiempo, no le cuesta nada poner a todo el cuerpo militar de los Señores del Tiempo en su contra, y es depuesto de su cargo de presidente y expulsado de Gallifrey. Después, el general de Gallifrey y Ohila, líder de las Hermanas de Karn, intentar averiguar más acerca del Híbrido, pero el Doctor expone que quién sabría algo sería Clara, por lo que utilizan una cámara especial para extraer a Clara de su línea temporal un instante antes de su muerte, con objeto de interrogarla. Clara está congelada en el tiempo, en punto entre sus dos últimos latidos de corazón, y no puede ser salvada permanentemente, ya que eso provocaría una paradoja que destruiría el tiempo, al ser su muerte un punto fijo en el tiempo. Aun así, el Doctor mata al general (que se regenerá poco después en forma femenina) y escapa con Clara en una TARDIS robada rumbo hacia el fin del universo, donde los Señores del Tiempo no puedan alcanzarles. Allí, en el último momento, se encuentran una vez más con Ashildr, a quien el Doctor acusa de ser el Híbrido.

### Continuidad
- Cuando el Doctor llega a Gallifrey, se dirige al granero en el que pasó tiempo de niño (Escucha, 2014) y donde estuvo a punto de activar el Momento (El día del Doctor, 2013).[1]
- La TARDIS que el Doctor y Clara roban tiene en el interior el mismo aspecto que la TARDIS del Primer Doctor tal y como apareció en An Unearthly Child (1963). El exterior tiene el mismo aspecto que la TARDIS que roba el Primer Doctor en El nombre del Doctor (2013).[1]
- Cuando Ashildr llama a la puerta de la TARDIS, llama cuatro veces, algo que remarca el Doctor y que es una referencia a la profecía de su muerte cuando alguien llamara cuatro veces que se cumplió en forma de la muerte y posterior regeneración del Décimo Doctor en El fin del tiempo (2010).[2]
- Cuando el Doctor menciona su intención de borrar los recuerdos de Clara sobre él para salvarla, menciona que ya lo hizo una vez, telepáticamente. Es una referencia al Décimo Doctor borrando los recuerdos de Donna Noble en El fin del viaje (2008).[2]
- Clara afirma que ha "revertido la polaridad" del dispositivo borrador de memoria. Esto es una referencia a la icónica frase del Tercer Doctor, repetida ocasionalmente por Doctores posteriores, "revertir la polaridad del flujo de neutrones" ("reverse the polarity of the neutron flow").[2]
- El Doctor reconoce la cafetería del comienzo como la misma que visitó hace tiempo junto a Amy Pond y Rory Williams en El astronauta imposible (2011).[3]
- Al comienzo del episodio, cuando el Doctor entra en el restaurante, se puede escuchar una canción que fue también entonada en Una momia en el Orient Express (2015)

## Emisión y recepción
El episodio tuvo una audiencia nocturna de 4,47 millones de espectadores y un 20% de cuota en Reino Unido.

### Recepción de la crítica
Hell Bent recibió críticas positivas. En su crítica para Digital Spy, Morgan Jeffery dijo que el episodio fue "unas veces emocionante y otras emotivo", pero "es el movido clímax lo que la gente recordará, y desafortunadamente eso podría acabar eclipsando los muchos y variados puntos positivos del episodio". Simon Brew de Den of Geek pensó que el episodio fue "un fragmento de televisión coherente, para empollones, a menudo brillante, a veces un poco frustrante, pero que siempre se podrá ver". Amy Burns del Independent encontró que fue "un episodio emotivo y humorístico", aunque admitió que "no entendieron cerca de la mitad de lo que sucedía".
Por otra parte, otros críticos fueron menos positivos. John Hussey de Cult Fix criticó el regreso de Clara, diciendo que Cara a cara con el cuervo fue un final poético para Clara, y que deberían haberlo dejado en paz, en vez de arrastrarlo a un revoltijo temporal sin sentido". Siguió criticando la falta de resolución para el arco argumental del Híbrido, diciendo que "añadió muy poco a la serie y resultó en nada espectacular, aparte de pura especulación; esencialmente tal y como empezamos".